# Okręg wyborczy Kooyong
Okręg wyborczy Kooyong (ang. Division of Kooyong) – jednomandatowy okręg wyborczy do Izby Reprezentantów Australii, istniejący nieprzerwanie od pierwszych wyborów parlamentarnych po powstaniu Związku Australijskiego w 1901 roku. Jego nazwa pochodzi od dzielnicy Melbourne, którą obejmował w swych pierwotnych granicach. W toku kolejnych aktualizacji mapy wyborczej, spowodowanych zmianami demograficznymi, okręg został geograficznie przesunięty i obecnie znajduje się już w nieco innej części miasta, ale zachował swoją oryginalną nazwę. 

## Lista posłów
| okres urzędowania | poseł           | przynależność |
| ----------------- | --------------- | --- |
| 1901-1910         | William Knox    | Partia Wolnego Handlu / Partia Antysocjalistyczna (1901-1909) Związkowa Partia Liberalna (1909-1910)                 |
| 1910-1922         | Robert Best     | Związkowa Partia Liberalna (1910-1917) Nacjonalistyczna Partia Australii (1917-1922)                                 |
| 1922-1934         | John Latham     | Partia Liberalna (1922-1925) Nacjonalistyczna Partia Australii (1925-1931) Partia Zjednoczonej Australii (1931-1934) |
| 1934-1966         | Robert Menzies  | Partia Zjednoczonej Australii (1934-1944) Liberalna Partia Australii (1944-1966)                                     |
| 1966-1994         | Andrew Peacock  | Liberalna Partia Australii                                                                                           |
| 1994-2010         | Petro Georgiou  | Liberalna Partia Australii                                                                                           |
| od 2010           | Josh Frydenberg | Liberalna Partia Australii                                                                                           |

źródło: 